# Comandante Ferraz

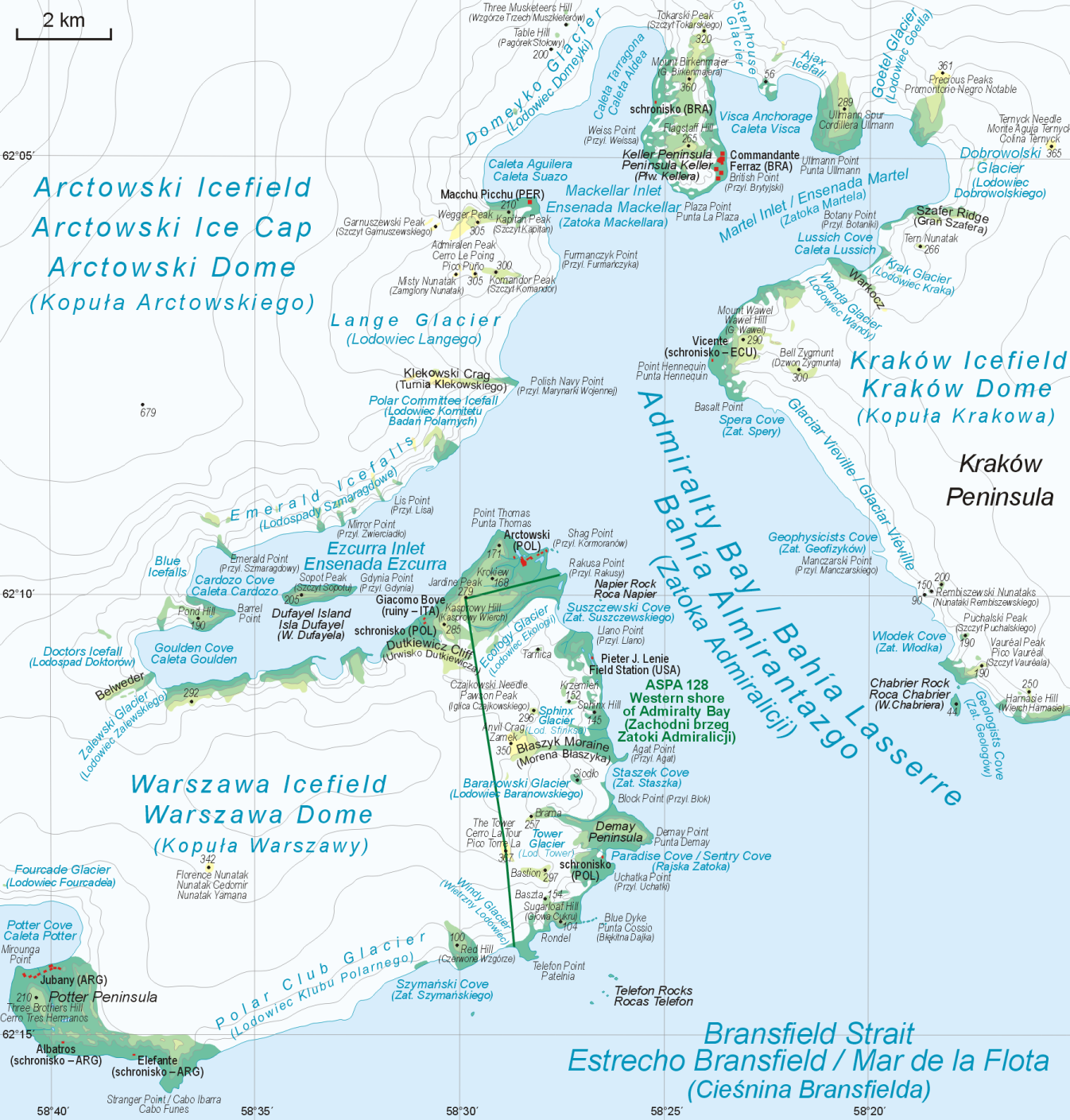
Położenie stacji na mapie Zatoki Admiralicji

Estação Antártica Comandante Ferraz (EACF) – brazylijska stacja antarktyczna położona na Wyspie Króla Jerzego, na wschodnim wybrzeżu Półwyspu Kellera, na Zatoką Martela (część Zatoki Admiralicji). 
Comandante Ferraz jest stacją całoroczną, w okresie letnim może w niej mieszkać maksymalnie 40 osób. Została otwarta 6 lutego 1984. Jej patronem jest Luís Antônio de Carvalho Ferraz, brazylijski wojskowy, oceanograf i badacz Antarktydy.

## Historia
Stacja została uruchomiona w 1984 roku. 25 lutego 2012 na stacji, w pomieszczeniu agregatów prądotwórczych wybuchł pożar. W jego wyniku zginęły dwie osoby, a budynek główny stacji uległ zniszczeniu.